# Regioni dell'Islanda

Regioni dell'Islanda

Le regioni dell'Islanda (landsvæði) costituiscono una suddivisione territoriale priva di rilevanza amministrativa e istituita per finalità statistiche, per il riparto della competenza giurisdizionale e ai fini dell'attribuzione del codice postale.
Prima del 2003 le regioni erano anche utilizzate per le elezioni dell'Althing. Questi utilizzi (eccetto per quelli statistici) sono comunque basati su una vecchia versione delle regioni dove la città di Reykjavík era una regione speciale ed i comuni limitrofi nell'odierna Regione della capitale erano parte della regione del Reykjanes, oggi nota come Suðurnes.

## Lista
| Mappa | Regione                                       | Capoluogo    | Popolazione al 1 gennaio 2020 | Area (km²) | Densità (ab/km²) | Comuni |
| ----- | --------------------------------------------- | ------------ | ----------------------------- | ---------- | ---------------- | ------ |
|       | Austurland Terra dell'est                     | Egilsstaðir  | 13.173                        | 22.721     | 0.52             | 9      |
|       | Höfuðborgarsvæðið Regione della capitale      | Reykjavík    | 233.034                       | 1.062      | 167.61           | 7      |
|       | Norðurland eystra Terra del nordest           | Akureyri     | 30.600                        | 21.968     | 1.21             | 13     |
|       | Norðurland vestra Terra del nordovest         | Skagafjörður | 7.322                         | 12.737     | 0.73             | 7      |
|       | Suðurland Terra del sud                       | Selfoss      | 28.399                        | 24.526     | 0.87             | 14     |
|       | Suðurnes (già Reykjanes) Penisola meridionale | Keflavík     | 27.829                        | 829        | 20.18            | 4      |
|       | Vestfirðir Fiordi occidentali                 | Ísafjörður   | 7.115                         | 9.409      | 0.85             | 9      |
|       | Vesturland Terra dell'Ovest                   | Borgarbyggð  | 16.662                        | 9.554      | 1.51             | 10     |